# U-89 (1941)
U-89 — средняя немецкая подводная лодка типа VIIC времён Второй мировой войны.

## История
Заказ на постройку субмарины был отдан 25 января 1939 года. Лодка была заложена 20 августа 1940 года на верфи Флендер-Верке, Любек, под строительным номером 293, спущена на воду 20 сентября 1941 года. Лодка вошла в строй 19 ноября 1941 года под командованием капитан-лейтенанта Дитриха Ломана.

### Флотилии
- 19 ноября 1941 года — 30 апреля 1942 года — 8-я флотилия (учебная)
- 1 мая 1942 — 12 мая 1943 года — 9-я флотилия

### История службы
Лодка совершила 4 боевых похода. Потопила 4 судна суммарным водоизмещением 13 815 брт.
Потоплена 12 мая 1943 года в Северной Атлантике, в районе с координатами 46°30′ с. ш. 25°40′ з. д. самолётом типа «Суордфиш» из авиагруппы британского авианосца HMS Biter, британским эсминцем HMS Broadway и британским фрегатом HMS Lagan. 48 погибших (весь экипаж).

### Волчьи стаи
U-89 входила в состав следующих «волчьих стай»:
- Endrass 12 июня — 21 июня 1942
- Veilchen 24 октября — 6 ноября 1942
- Neptun 20 февраля — 3 марта 1943
- Raubgraf 7 марта — 14 марта 1943
- Drossel 30 апреля — 12 мая 1943

### Атаки на лодку
- 5 ноября 1942 года в Северной Атлантике к юго-востоку от мыса Фарвель, Гренландия, в районе с координатами 58°08′ с. ш. 33°13′ з. д.HGЯO U-89 получила значительные повреждения в результате атаки британского самолёта «Либерейтор». Экипаж самолёта ошибочно посчитал, что в этой атаке была потоплена U-132.